# City of Derry Airport
Luchthaven Derry (Engels: City of Derry Airport) is een luchthaven nabij de Noord-Ierse stad Derry. Ze ligt ongeveer 10 km ten noordoosten van Derry op het grondgebied van Eglinton, en wordt ook gewoon "Eglinton" genoemd.
De luchthaven heeft haar oorsprong in de Tweede Wereldoorlog. Ze werd in 1941 opgericht en was een basis voor Hawker Hurricane jagers van de Royal Air Force. In 1943 nam de Fleet Air Arm van de Royal Navy de basis over en RAF Eglinton werd RNAS Eglinton. Ze bleef een militaire basis tot in de jaren 1950. Nadien werd ze Londonderry Eglinton Airport genoemd. In 1978 kocht het stadsbestuur van Derry, de Londonderry City Council, het vliegveld en sindsdien werd het langzaam uitgebreid en gemoderniseerd. Van de oorspronkelijk drie landingsbanen is enkel baan 08/26, in de richting van Lough Foyle, behouden en verlengd. In 1994 werd een nieuwe terminal geopend. Het aantal passagiers schommelt sedert 2007 rond de 400.000 per jaar. De grootste gebruiker van de luchthaven is Ryanair die vliegt naar grotere Britse luchthavens. In het zomerseizoen zijn er ook vluchten naar Europese vakantiebestemmingen. De afbouw door Ryanair van het aantal vluchten en bestemmingen sinds 2014 had een zware impact op de passagierscijfers die in tien jaar tijd meer dan halveerden.

## Trafiek
| 1997                                          | 56.043  | 3.121 |
| 1998                                          | 49.095  | 2.740 |
| 1999                                          | 103.504 | 2.329 |
| 2000                                          | 162.704 | 3.261 |
| 2001                                          | 187.519 | 4.736 |
| 2002                                          | 199.146 | 4.340 |
| 2003                                          | 205.505 | 4.728 |
| 2004                                          | 234.487 | 4.309 |
| 2005                                          | 199.357 | 4.146 |
| 2006                                          | 341.719 | 4.748 |
| 2007                                          | 427.586 | 5.733 |
| 2008                                          | 438.996 | 5.825 |
| 2009                                          | 345.857 | 4.185 |
| 2010                                          | 339.432 | 3.848 |
| 2011                                          | 405.697 | 3.839 |
| 2012                                          | 398.209 | 3.326 |
| 2013                                          | 384.973 | 3.156 |
| 2014                                          | 350.257 | 2.595 |
| 2015                                          | 284.485 | 1.927 |
| 2016                                          | 290.671 | 1.920 |
| 2017                                          | 193.981 | 1.936 |
| Bron: United Kingdom Civil Aviation Authority |         |       |